# تولاغي
تولاغي، هي جزيرة صغيرة، تبلغ مساحتها 2.08 كم2 (0.80 ميل مربع) - تتبع جزر سليمان، قبالة الساحل الجنوبي لجزر نجيلا. كانت المدينة التي تحمل الاسم نفسه على الجزيرة (بعدد سكان بلغ 1.750 نسمة) عاصمة محمية جزر سليمان البريطانية من 1896 إلى 1942 وهي اليوم عاصمة المقاطعة الوسطى. انتقلت عاصمة ما يعرف الآن بجزر سليمان إلى هونيارا، غوادالكانال، بعد الحرب العالمية الثانية.
اختار البريطانيون الجزيرة في الأصل كبديل معزول وصحي نسبيًا للجزر الأكبر التي تعاني من الأمراض في أرخبيل جزر سليمان.
في أكتوبر 2019، وقعت حكومة المقاطعة الوسطى صفقة لمنح عقد إيجار لمدة 75 عامًا لجزيرة تولاغي بأكملها لشركة تشينا سام إنتربرايز غروب الصينية. ومع ذلك، أعلنت جزر سليمان أن هذا غير دستوري بعد أسبوع؛ وبالتالي، تم إلغاء الصفقة.